# Гартонг, Николай Павлович
Николай Павлович Гартонг (1818—1892) — директор Первого кадетского корпуса, начальник местных войск Казанского и Харьковского военных округов, генерал от инфантерии.

## Биография
Родился 11 (23) июня 1818 года.
В 1838 году окончил Пажеский корпус и был выпущен из камер-пажей прапорщиком в лейб-гвардии Егерский полк. В 1849 году награждён орденом Святой Анны 2-й степени.
6 апреля 1852 года произведен в полковники.
С 29 февраля 1856 года — командующий лейб-гвардии Гатчинским (Егерским) резервным полком. В том же году награждён орденом Святого Владимира 4-й степени, а 28 февраля 1857 года был назначен командиром Муромского пехотного полка.
В 1861 году награждён императорской короной к ордену Св. Анны 2-й степени.
9 февраля 1862 года был назначен исполняющим должность директора Первого кадетского корпуса; 30 августа того же года был произведён в генерал-майоры с утверждением в должности.
С 1 мая 1864 года назначен состоять для особых поручений при Главном управлении Военно-учебных заведений, в том же году награждён орденом Св. Владимира 3-й степени. Через два года, 1 мая 1866 года, назначен помощником начальника 36-й пехотной дивизии; 16 апреля 1867 года награждён орденом Святого Станислава 1-й степени и 23 октября того же года назначен помощником начальника 22-й пехотной дивизии; 30 августа 1869 года награждён орденом Святой Анны 1-й степени, а в 1871 году императорской короной к нему.
30 августа 1873 года назначен командиром 1-й бригады 22-й пехотной дивизии.
С 29 ноября 1873 года  — исполняющий должность начальника местных войск Казанского военного округа; 30 августа 1874 года был произведён в генерал-лейтенанты. В 1878 году награждён орденом Св. Владимира 2-й степени. В 1879 году занимал должность начальника местных войск Харьковского военного округа.
В 1881 году награждён орденом Белого орла.
С 3 января 1883 года зачислен в запас армейской пехоты.
Умер 30 мая (11 июня) 1892 года. Похоронен на Никольском кладбище Александро-Невской лавры.
В семье генерала было два сына. Константин Николаевич Гартонг (служил капитаном в лейб-гвардии Преображенском полку с 1887 г., полковник в 1893–1904 гг. С 1898 года в должности шталмейстера Высочайшего Императорского Двора) и Николай Николаевич Гартонг.

## Дети

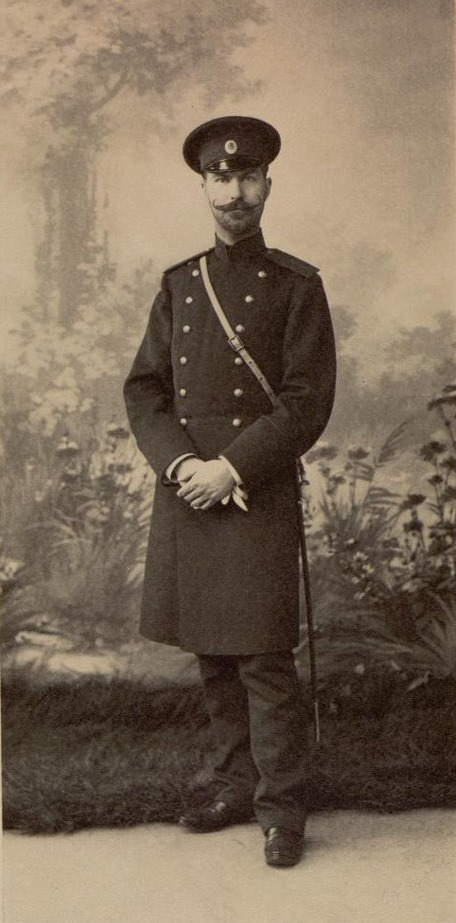
Константин Николаевич Гартонг в звании капитана в лейб-гв. Преображенском полку. 1891г.
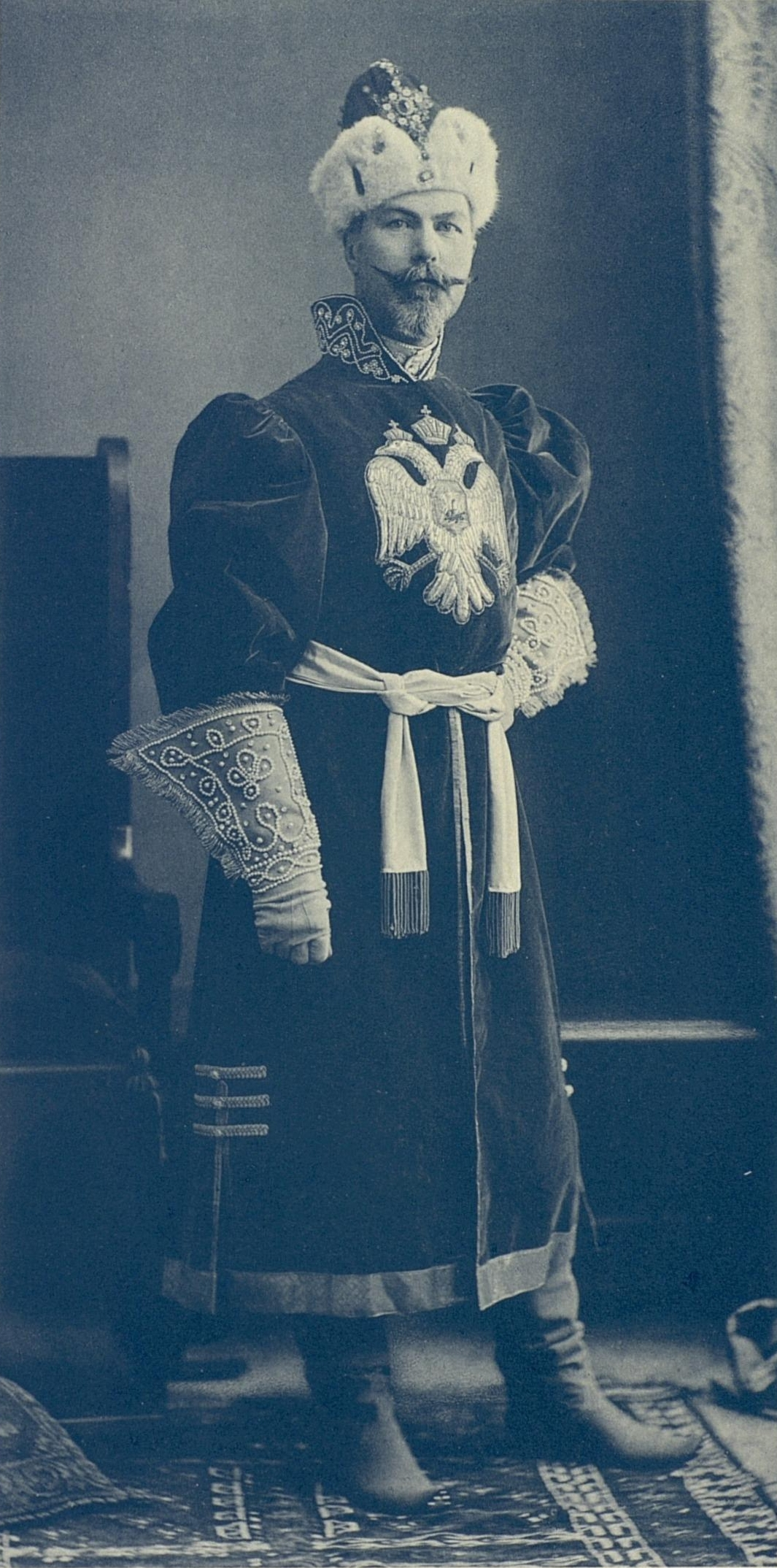
Константин Николаевич Гартонг на костюмированном балу 1903 года.
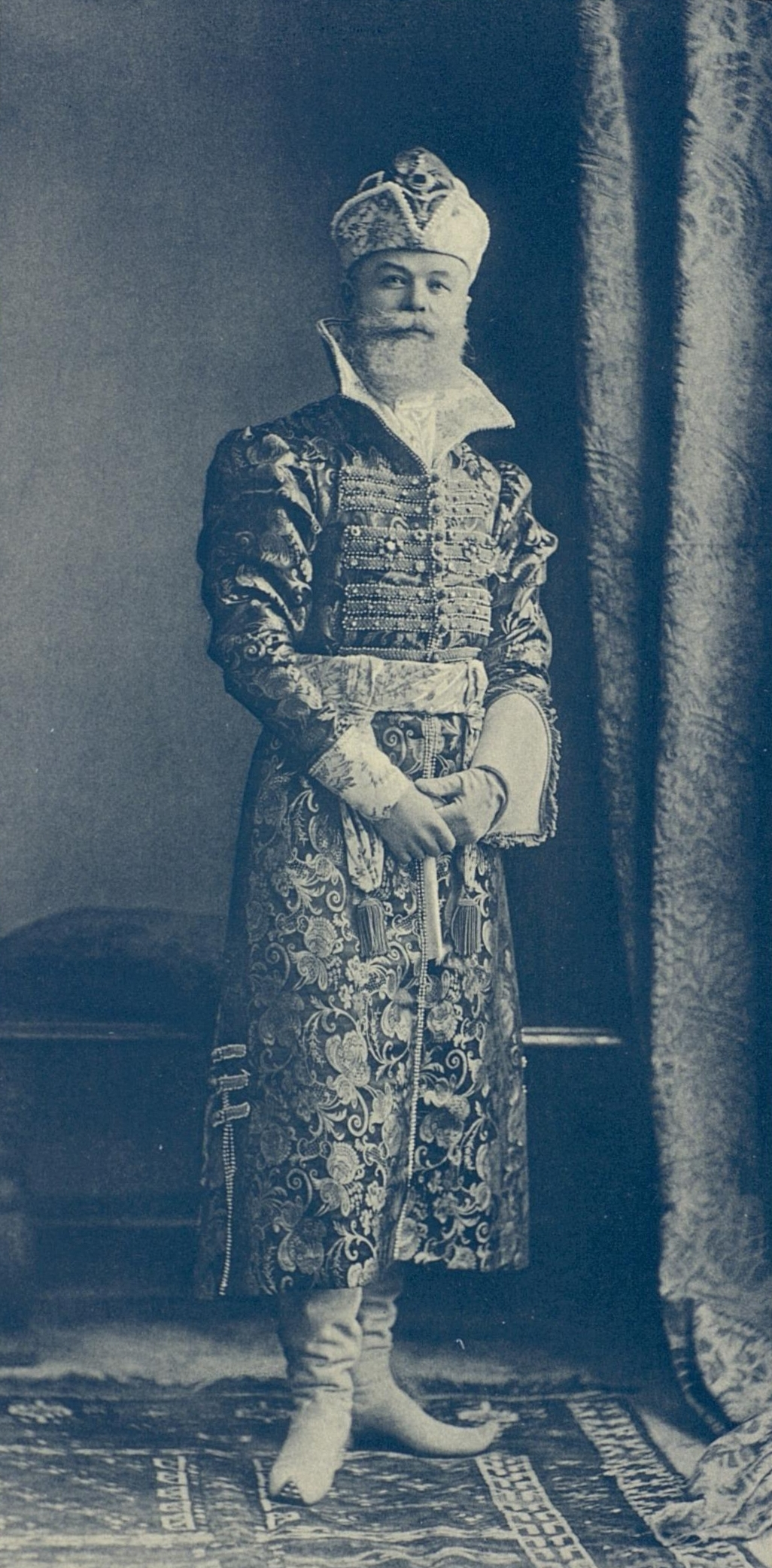
Николай Николаевич Гартонг (1854—1915) на костюмированном балу 1903 года[3].